# Aedes ngong
Aedes ngong är en tvåvingeart som beskrevs av Someren 1950. Aedes ngong ingår i släktet Aedes och familjen stickmyggor.
Artens utbredningsområde är Kenya. Inga underarter finns listade i Catalogue of Life.